# 罗云熙
羅雲熙（1988年7月28日—），本名罗弋，中国大陸男演员、歌手，出生于四川省成都市，毕业于上海戲劇學院舞蹈學院。2010年以偶像男子团体组合JBOY3成员身份出道。2015年在热播偶像剧《何以笙箫默》中扮演少年“何以琛”崭露头角，为观众所熟知 。2017年其主演的医疗都市剧《儿科医生》在山东卫视播出。2018年於古装仙侠剧《香蜜沉沉烬如霜》飾演夜神“潤玉”一角擴大知名度，於2023年古装仙侠剧《長月燼明》中，一人分飾“澹臺燼”“冥夜”“上古魔神”3個角色，演技備受肯定。

## 生平

### 早年经历
羅雲熙出生於四川省成都市。由於父亲是舞蹈老師，羅雲熙從小就接受專業舞蹈訓練。2003年，年僅十五歲的羅雲熙憑著一支《天鹅湖王子变奏》舞贏得第七届桃李杯單人舞蹈決賽入圍 。2005年，他同時錄取於北京舞蹈学院和上海戏剧学院的舞蹈学院，并选择上海戏剧学院芭蕾表演和教学专业。擁有十一年芭蕾專業和民间舞蹈訓練的羅雲熙，于2008年代表上海戏剧学院舞蹈学院参加中国第六届荷花杯舞蹈大赛，参演由上海戏剧学院舞蹈学院院长陈家年编创的交响芭蕾《柴可夫斯基狂想曲》，单人即兴表演《燃烧的火苗》。《柴可夫斯基狂想曲》以9.98分成績夺冠，获得了荷花杯金奖 。
从上海戏剧学院毕业后，前往到澳門排演培訓澳門回歸獻禮表演，於2009年作為領舞，参与为澳门回归十周年献礼的大型原创舞剧《奔月》并在“魅力澳门回归十周年文艺演出”演出。之后，罗云熙回到家乡成都，继续做一名舞蹈老师，因有朋友從事與娛樂相關工作，找他幫忙作為節目素人來賓參加節目錄製，參與幾次後，被娛樂公司挖掘，前往北京發展，作為歌手組合出道。

### 职业生涯

#### 2010-2013： 團體生涯，初演电影电视剧

##### 2010年
- 12月27日，羅雲熙以團體JBOY3成員身份出道，隨團體推出了首支單曲《愛的契約書》，單曲發佈的第一天獲得了新浪網熱歌榜第5名。[10] 。

##### 2011年
- 3月17日，參加競猜類娛樂節目《打破砂鍋猜到底》
- 3月23日，羅雲熙隨團體推出了第二首單曲《萬有引力》
- 6月11日，參與紅色90.聖鳴感恩——唱響青春狂想曲演出
- 7月26日，隨團體發行第三首單曲《表情帝》。
- 8月5日，參與錄製央視魅力校園之教師節晚會
- 8月6日，參與錄製河北衞視七夕晚會。[11]

##### 2012年
- 年初，團體JBOY3解散。
- 4月，罗云熙和符龙飞组成團體双孖JL，并推出组合首支单曲《JL》[12]
- 7月，双孖JL参加东方卫视歌唱选秀节目《声动亚洲》进入十六强[13][14]
- 7月13日，參加呼和浩特第十三屆昭君文化藝術節表演；
- 8月17日，隨團體推出首張EP第二主打歌《我們》的MV。[15]
- 9月7日，參加四川衞視音樂互動節目《中國愛·大歌會》；
- 9月15日，與譚松韻搭檔主演的愛情喜劇片《最美的時候遇見你》開機，他在片中飾演男主，帥氣呆萌的音樂才子郭陽。
- 12月起至2013年3月，罗云熙和符龙飞固定主持综艺《音悦showshowshow》[16]。
- 12月14日，參演電影《最美的時候遇見你》殺青
- 12月，二人参演四川卫视2013青春正能量跨年演唱会[17]和上海東方衛視跨年晚會[18]。

##### 2013年
- 4月，團體双孖JL解散[19]。
- 9月，罗云熙参演人生第一部电视剧—跳水励志偶像剧《花样跳水少年》又名《夏日心跳》 [注 2]，饰演小神[20]，2018年7月31日，该剧才在四川卫视开播。

#### 2014-2017：開始個人活動，进军影视
- 5月，影視約签约拉风传媒，全面进军影视[21]。
- 6月，参演电视剧《何以笙箫默》，饰演电视剧大学生时代的何以琛[22]。
- 7月，参演青春校园科幻电视剧《你好外星人》首播，剧中饰演拥有高智商的大学生郭鑫。

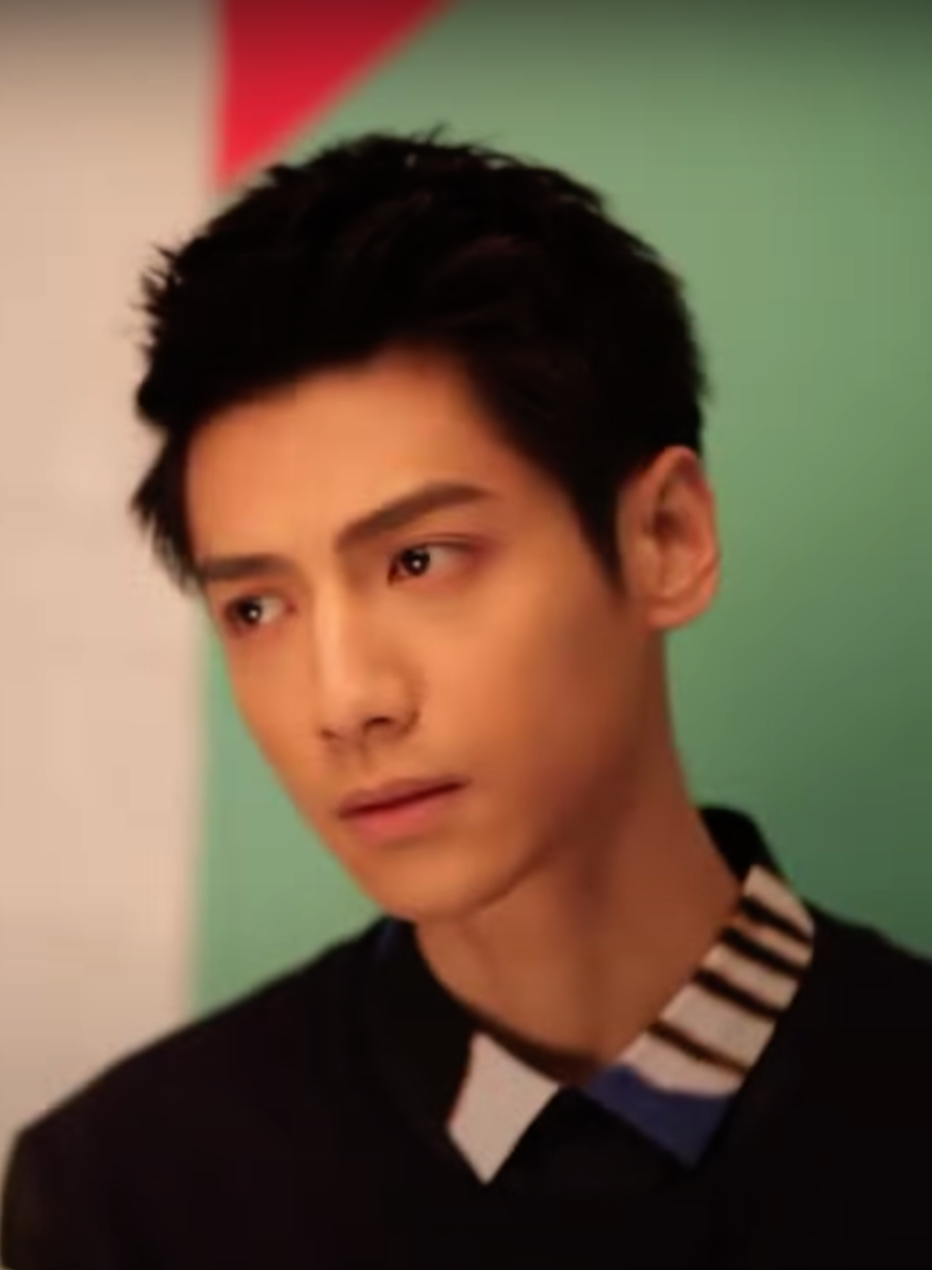
2015年的羅雲熙

- 2015年1月10日，都市情感劇《何以笙簫默》首播，羅雲熙在劇中飾演男主何以琛的少年時期，開始在影視領域嶄露頭角。同年受搜狐娱乐拍摄采访《NewFace之罗云熙》[23] 。
- 3月16日，推出個人原創單曲《夏未央》[24]，
- 4月10日推出纯爱单曲《夏未央》MV[25]。
- 7月28日，举行新专辑签约记者会暨生日会活动，正式签约美妙音乐[26]。
- 12月29日，参与录制《大牌对王牌》节目[27]。
- 同年參演電視劇《奶爸當家》，飾演于博[28]。

- 1月18日，搭档程硯萩主演网剧《终极游侠》在台北开机，饰演不谙世事武功高强的剧恒一角[29] 。
- 2月14日，参演电视剧《因为爱情有幸福》首播，饰演高中生苏乐凯[30]。
- 3月，与吴倩在《何以笙簫默》後再次合作，参演电视剧《上古情歌》，饰演女主木青寞的四哥宣阳知若，4月25日殺青[31]。2017年6月，古装剧《上古情歌》开播[32]。
- 7月，主演古装奇幻网剧《屏裡狐》，饰演高冷傲娇的赤煞大人余琰[33] 。該劇於11月21日於搜狐視頻播出。
- 11月24日，他演唱的同名主題曲《屏裡狐》也隨後正式上線。[34]。
- 10月30日，與周奇奇、江奇霖共同主演的懸疑劇《屍語者》殺青，在劇中飾演法醫秦明[35][36]

- 2月，网剧《屏裡狐》总播放量突破3.3亿，出席在京举办的庆功会[37]。
- 9月25日为动画电影《钢铁飞龙之再见奥特曼》男主角之一的“炽焰”配音。该电影在10月1日上映[38]。
- 11月14日，担纲男主角的医疗都市剧《儿科医生》在山东卫视首播，剧中饰演青年儿科外科医生申赫[39]。

### 2018-2019： 饰演润玉，发行专辑，人气增涨
- 2月6日，獲得中國校園文藝榜中榜榮耀盛典年度最受青少年喜愛的風尚藝人獎。
- 4月28日，发行首张个人专辑《12人生》，收录了风格各异的主打歌包括《不是我》、《白色舞鞋》、《放肆》等10首歌曲[40][41]。随后，推出《不是我》MV[42]。
- 7月31日，與沈建宏、洪冰瑤、戴向宇合作出演的跳水勵志劇《夏日心跳》在四川衞視播出，羅雲熙在劇中飾演百城大學學生小神。
- 8月2日，参演古装爱情神话电视剧《香蜜沉沉烬如霜》开播，饰演小鱼仙倌夜神润玉[43][44]。《香蜜沉沉烬如霜》自开播以来收视率稳居榜首。8月21日，网络播放量突破51亿 [45]。罗云熙凭借其在剧中角色润玉的前後期复杂多面的演技，赢得大量观众的肯定。剧中扮相公子如玉、白衣翩翩，故而被觀眾稱其“溫潤如玉”至今。[46]。
- 随后，参演《白发王妃》杀青，剧中饰演西启国皇帝容齐。
- 10月18日，其參加的音樂創演秀《幻樂之城》在湖南衞視播出，並與吳謹言合作表演作品《逢》，在節目中飾演分針。
- 12月16日，主演的电视连续剧《掮客》後改名為《心跳源計劃》正式在苏州开機，并陆续前往上海、捷克取景，罗云熙在劇中飾演男主角周小山。[47][48]
- 12月27日，以明星隊長的身份參加了騰訊視頻體育電競真人秀《超越吧！英雄》。

- 2月，參加中央廣播電視總台元宵晚會，與李沁、張彬彬、魏允熙合作表演歌曲《團圓年》。
- 4月，與陈钰琪主演的古裝武俠電視劇《月上重火》在横店正式开拍，并于9月9日杀青。
- 5月4日，羅雲熙參加央視五四晚會《我們都是追夢人》，並與沈月及兩名大學生演唱開場曲《我們都是追夢人》。
- 5月15日，與張雪迎、李治廷聯袂主演的古裝劇《白髮》在愛奇藝播出，羅雲熙在劇中飾演西啓皇帝容齊。[49]
- 6月13日，其參加錄製的旅行節目《慢遊全世界》在酷燃視頻播出。
- 7月28日，推出單曲《逆流而上》。
- 10月19日，參加浙江衞視美好奇妙夜秋季盛典，演唱根據白居易長篇樂府詩創作的古風同名曲《琵琶行》。
- 11月10日，參加雙十一狂歡夜，演唱《大魚》。
- 11月21日，其參與錄製的新青年文化紀實微綜藝節目《魔熙先生》在西瓜視頻上線，以新青年文化紀實綜藝的形式，去發現和體驗不同城市，年輕人最熱衷的生活方式，以及樂觀向上的生活態度。
- 11月26日，由罗云熙主演的电视剧《半是蜜糖半是伤》在苏州开机。

### 2020-2023：締造無數經典角色，獲得亮眼成績
- 1月12日，獲得人民日報主辦的 “時代旋律家國情懷”2019年融屏傳播優選影響力演員。
- 1月18日，獲得2019閲文原創文學風雲盛典 “閲動人心經典形象”獎。
- 4月24日，羅雲熙主演仙俠古裝劇《皓衣行》于橫店開機，在劇中飾演天下第一宗師北斗仙尊楚晚寧，該劇於9月23日殺青。
- 5月28日，罗云熙主演的武俠古裝电视剧《月上重火》在优酷/爱奇艺/腾讯视频首播，在劇中飾演上官透。
- 7月28日，推出第二張個人生日單曲《星星之火》。
- 9月27日，罗云熙主演电视剧《半是蜜糖半是伤》在爱奇艺播出，羅雲熙在劇中飾演袁帥。
- 10月20日，由中國視協演員工作委員會主辦的第七屆“中國電視好演員”網絡投票結果公佈，羅雲熙獲得中國電視好演員優秀演員（網劇組男演員）。
- 10月31日，擔任《英雄聯盟》S10總決賽評論席嘉賓解説。
- 11月30日，羅雲熙主演的都市愛情劇《良言寫意》開機。該劇於2021年3月10日殺青。
- 12月20日，獲得騰訊視頻星光大賞·年度人氣電視劇演員。
- 12月24日，由魔熙主理人羅雲熙深入不同圈層、展现Z世代圈層文化的互動微綜藝《魔熙先生第三季》在騰訊視頻上線。
- 12月27日，發行第二張個人專輯《X》，收錄了包括《等風停》《保護你》《一霎》等在內的10首歌曲。

- 1月18日，由人民日報指導、人民日報數字傳播主辦，中國廣播電視社會組織聯合會演員委員會協辦的“同心築夢、守正創新，匯聚時代精神，唱響人民心聲”第二屆人民日報數字傳播融屏傳播盛典揭幕，青年演員羅雲熙榮獲“融屏活力演員”獎項。
- 1月22日，羅雲熙與黃宗澤、闞清子等人共同出演的都市情感劇《奶爸當家》開播，羅雲熙在劇中飾演余博。
- 5月4日，受邀參加央視五四青年節晚會，古風造型演唱《神奇中醫》。
- 7月5日，與吳倩主演有關民間公益救援題材的都市勵志劇《追光者》開機，該劇於10月15日殺青。
- 7月22日，與宋茜主演的都市情感劇《心跳源計畫》開播，在劇中飾演周小山，該劇在江蘇衛視幸福劇場首播。
- 11月5日，羅雲熙主演的仙俠古裝電視劇《長月燼明》于橫店開機。該劇於2022年3月26日殺青，並於3月31日發佈殺青特輯。
- 11月30日，與程瀟主演的都市愛情劇《良言寫意》於騰訊視頻、愛奇藝全網首播，在劇中飾演厲擇良。
- 12月，主演張壹男執導的微電影《不歸人》發佈。[50]

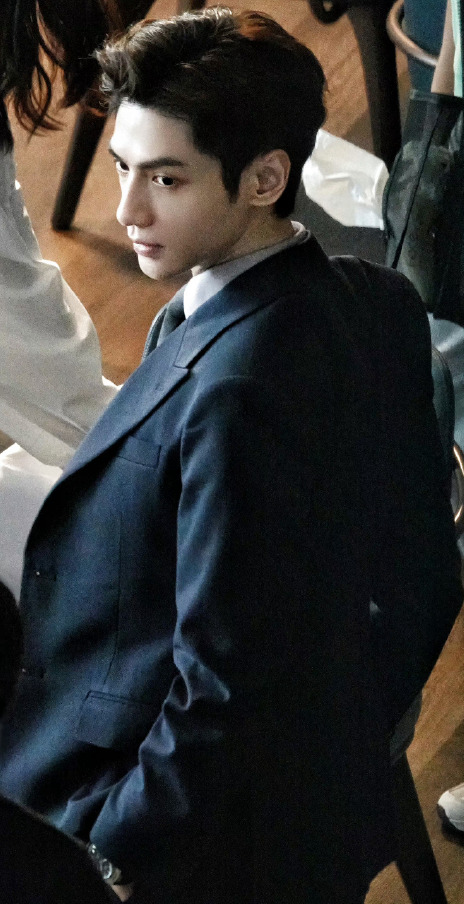
羅雲熙在治癒系戀人中飾演顧雲崢

- 8月16日，與章若楠主演有關罕見病題材，現代都市情感劇《愛情遇見達爾文(改名治癒系戀人)》於四川成都開機，該劇於2022年12月8日殺青。
- 10月14日，與吳倩主演的民間公益救援題材電視劇《追光者》於騰訊視頻和芒果TV播出，海外地區則由愛奇藝國際版播出，劇中飾演羅本 [51]。

- 1月24日，2023綱絡視聽年度盛典舞台《種子》致敬程開甲。
- 4月6日，羅雲熙主演的古裝仙俠劇《長月燼明》於優酷視頻首播，台灣Line TV同步跟播，Netflix於2023年5月6日在亞洲區播出，6月9日，該劇播放量突破集均7000萬，為2023上半年中國大陸電視劇劇集播放量第二名，並於7月突破抖音話題播放量300億，成為抖音史上第一部播放量破300億的仙俠劇。羅雲熙於劇中一人分飾四角（澹台燼、冥夜、滄九旻、上古魔神），羅雲熙因其複雜多樣的精湛演技，備受觀眾好評與喜愛。[52]

當代中国与世界研究院在2023年世界互联网大会乌镇峰会上发布的《中华文化符号国际传播指数（CSIC）报告》显示，《长月烬明》居流行文化十大IP第三。
電視劇《長月燼明》的熱播，熱烈帶動安徽省蚌埠市的旅遊經濟，並獲179.71億的旅遊收入，備受安徽官方與蚌埠官方的認證和表揚。

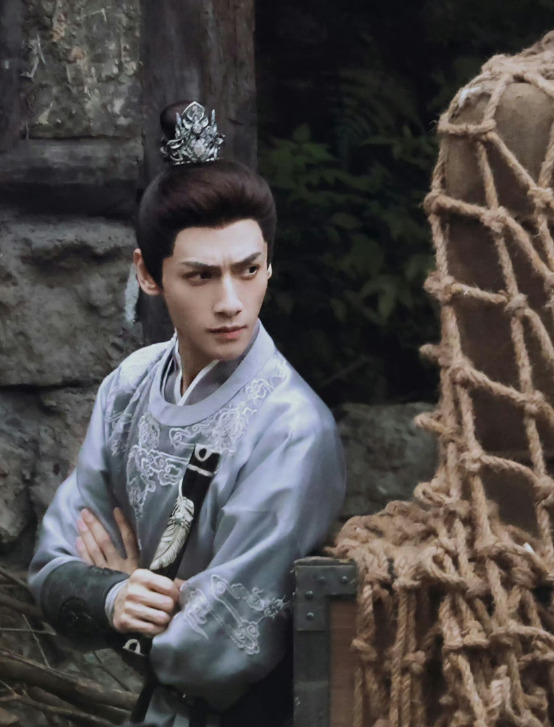
羅雲熙顏心記中飾演江心白

- 4月28日，與宋軼主演的古裝輕喜劇《顏心記》於橫店開機。該劇於8月25日殺青。[55]  2024年6月21日開播
- 7月14日，出席中國上海杜莎夫人蠟像館揭幕儀式活動。[56]
- 7月14日，BiliBili夏日見面會網路直播。
- 7月28日，推出生日單曲《旅人》。
- 8月7日，出席英雄聯盟12周年明星表演賽，該活動於西安舉辦。
- 9月15日 擔任杭州亞運會中國移動咪咕電競推廣大使。[57]
- 9月26日，參與時尚芭莎十月刊x真果粒入夢集電子特刊。
- 10月12日，擔任漢服回潮20年文化推廣大使。[58]
- 10月15日，出席北京衛視2023美好奇妙夜演唱《桃花諾》。
- 11月2日，與章若楠主演有關罕見病題材的現代都市情感劇《治愈系戀人》於優酷視頻首播，央視8台同步播出。[59]
- 11月4日，受任命為首任「中泰友誼文化形象大使」，並參與泰國發佈會，並出席泰國中泰友好文化交流在 IMPACT HALL 6舉行「羅雲熙特別現場表演Special Live Show」作為表演嘉賓演唱《要不然我們就這樣一萬年》、《星星之火》、《致不存在的戀人》，並與觀眾互動。
- 11月10日，出席抖音熠熠生輝閃耀之夜，演唱《旅人》。
- 11月11日，出席湖南衞視天貓雙11驚喜夜2023，演唱《要不然我們就這樣一萬年》。
- 11月11日，出席湖南衛視、芒果TV招商會，官宣參演玄幻武俠電視劇《水龙吟》。
- 11月17日，接受 CCTV8 國劇訪談，談論《治愈系戀人》的拍攝經歷與人物理解。
- 11月19日，出席於韓國首爾舉行的英雄聯盟S13 總決賽。

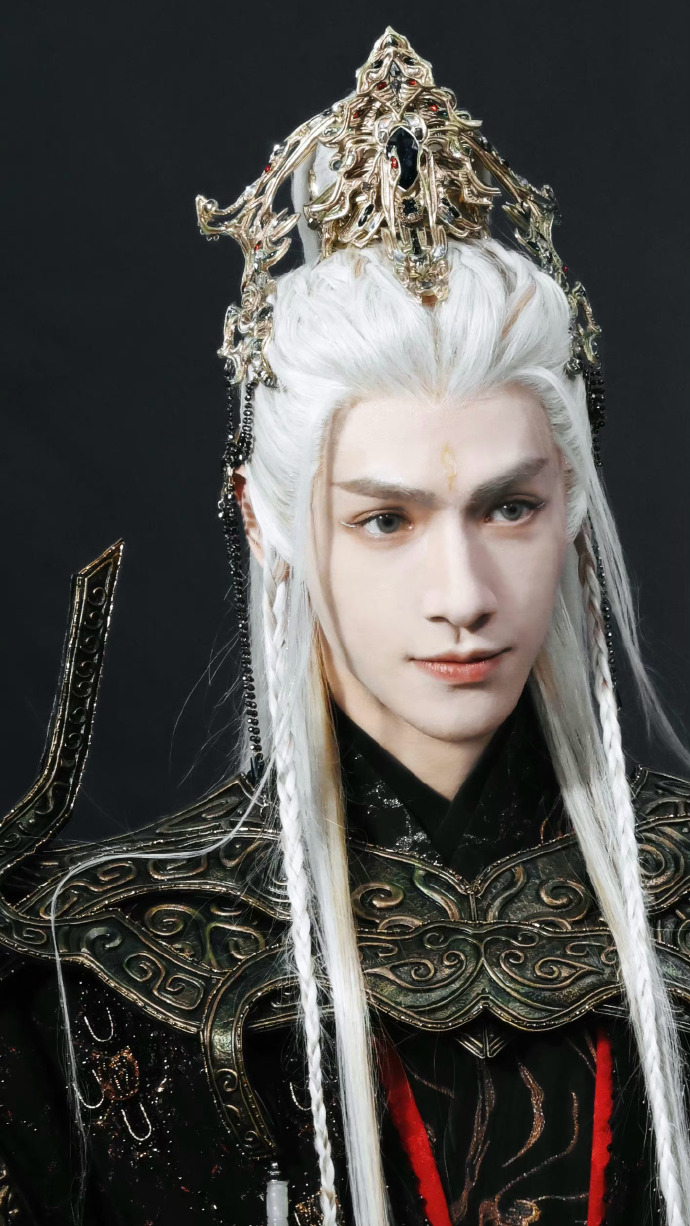
羅雲熙水龙吟中飾演唐儷辭

- 12月2日，羅雲熙主演的玄幻武俠電視劇《水龙吟》于橫店開機，劇中飾演唐儷辭。

### 2024 至 2025：
- 1月17日，2024英雄联盟龙年贺岁短剧《吾龙来也》饰 龙太子。[60]
- 2月3日，出席2024湖南衛視芒果TV春節聯歡晚會演唱《不到潚湘豈有詩》。
- 3月21日，发行单曲《不渝梦》。
- 3月29日，官宣『此刻X以光』演唱会，6月1日成都開唱。

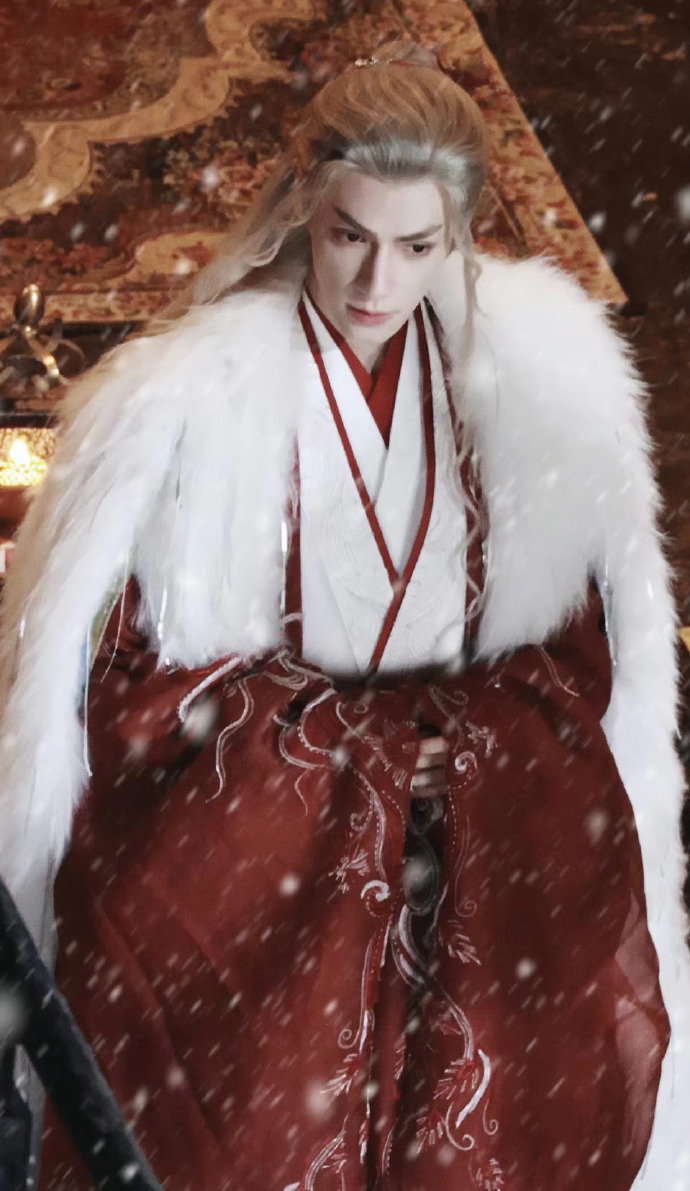
羅雲熙水龍吟飾演唐儷辭

- 4月24日，主演的玄幻武俠劇《水龙吟》杀青，劇中飾演唐儷辭。
- 5月16日，出席芒果台綜藝節目《你好星期六》錄影，宣傳電視劇《顏心記》，該期節目於6月1日播出。
- 6月1日，於成都金融城演藝中心舉辦《此刻X以光》個人演唱會,並同步在抖音免費線上直播。
- 6月17日，出席2024湖南衛視芒果TV六一八開心夜直播間採訪。
- 6月18日，出席六一八開心夜演唱《化作孤島的鯨》與美依禮芽合唱《起風了》。
- 6月19日，出席微博追劇團及抖音《顏心記》記者看片會。
- 6月21日，與宋軼主演的古裝輕喜劇《顏心記》於愛奇藝獨家播出，劇中飾演越江郡王、總捕衙司大總補江心白。
- 6月22日,《颜心记》OST《心上悬》
- 8月10日, bilibili七夕仙俠夜演唱《不染》。
- 8月24日, 出席真果粒 x 羅雲熙見面會/ 果真之旅見面會
- 9月2日, 出席長沙英雄聯盟13周盛典表演配音及英雄聯盟全球總決賽資格賽擔當嘉賓評論員.
- 9月5日, 出席資生堂直播
- 9月8日, 出席湖南衛視, 芒果TV《酸甜之夜》演唱《黑月光》及與郁可唯合唱《不染》
- 9月17日, 出席Central World舉行泰國5G網絡AIS品牌代言人《泰國打卡》宣發活動.
- 9月17日, 以中泰友谊文化形象大使身份出席泰国旅游局在暹羅百麗宮(Siam Paragon)舉辦的《神奇泰國·中秋之夜》活動，2024年關係关系50周年纪念活动動《你好月（Nihao Month）》
- 9月22日, 出席安徽馬鞍山2024葫蘆果音樂節
- 9月28日, 出席電視劇《剝茧》安寧舉行之開機儀式, 演出刑警法醫齊思哲一角
- 10月2日, 出席山東臨沂琅琊國潮音樂節
- 11月19日, 出席2024咪咕生態大會宣傳電視劇《水龍吟》
- 12月12日, 出席電視劇《剝茧》剎青儀式
- 12月27日, 出席武漢資生堂代言活動

- 1月11日，出席2024微博之夜獲頒《微博年度熱度演員》
- 1月18日，於杭州出席英雄聯盟手遊 代言直播
- 1月22日，出席抖音小年夜晚會直播, 演唱《九萬字》《逆流而上》
- 1月27日，四川衛視川渝春晚直播, 演唱《初心》
- 2月1日，央視1套2025年非遺晚會, 聯合非遺代表性項目音樂大三弦演奏技藝演唱《祝福你》
- 3月21日, 於廣州出席資生堂代言活動
- 3月22日, 於廣州出席黃霄雲個人演唱會演出嘉賓, 演唱《致不存在的戀人》並合唱《要不然就這樣一萬年》
- 4月17日, 於上海出席清揚洗髮水代言直播
- 4月19日, 於泉州出席第17屆音樂盛典咪咕匯獲頒《年度最佳跨界男歌手》並演唱《夜未央》《旅人》
- 4月21日, 於北京出席真果粒代言直播
- 5月1日, 出席安徽常州第十屆太湖灣音樂節
- 5月1日, 微博直播與粉絲聊天, 唱了《心上懸》《摩登愛情》《文字遊戲》《等風停》《白色舞鞋》《梧桐樹》
- 5月13日,领衔主演的电视剧《魅影神捕》官宣
- 5月15日, 於長沙出席芒果台主辦電視劇《水龍吟》招商儀式
- 5月31日, 於太原出席《融藝杯S2英雄聯盟挑戰賽總決賽》嘉賓表演賽並演唱《遊熙時間》《晚風與黃昏》
- 6月13日,领衔主演的电视剧《魅影神捕》在橫店开机
- 8月16日 官宣Forever mark 永恒印記臻雅代言人

## 影视作品

### 电视剧
| 首播年份 | 剧名               | 角色                        | 备注                                                               |
| 2014年   | 你好外星人         | 郭鑫                        | 网络剧                                                             |
| 2015年   | 何以笙箫默         | 何以琛(少年)                |                                                                    |
| 2016年   | 因为爱情有幸福     | 苏乐凯                      |                                                                    |
| 2016年   | 終極遊俠           | 劇恆                        | 网络剧                                                             |
| 2016年   | 屏裡狐             | 琰                          | 网络剧                                                             |
| 2017年   | 上古情歌           | 宣阳知若                    |                                                                    |
| 2017年   | 儿科医生           | 申赫                        |                                                                    |
| 2018年   | 夏日心跳           | 小神                        | 2013年拍攝                                                         |
| 2018年   | 香蜜沉沉烬如霜     | 润玉                        |                                                                    |
| 2019年   | 白发               | 容齊                        |                                                                    |
| 2019年   | 異域檔案之暹羅密碼 | Doctor秦                    | 网络剧                                                             |
| 2020年   | 月上重火           | 上官透                      | 傳媒內參第5屆'指尖榜'最具影響力網絡創作品獎                        |
| 2020年   | 半是蜜糖半是伤     | 袁帅                        | 電視劇大賞十大人氣劇集獎                                           |
| 2021年   | 奶爸當家           | 博                          | 2015年拍摄                                                         |
| 2021年   | 心跳源计划         | 周小山                      | 2018年拍攝                                                         |
| 2021年   | 良言写意           | 厉择良                      |                                                                    |
| 2022年   | 追光者             | 罗本                        | 入圍亞洲電視大獎 / 中國電視藝術創新峰會"中國電視創新影響力劇集"    |
| 2023年   | 長月燼明           | 澹台烬/冥夜/上古魔神/沧九旻 | 网络剧 / 獲半月獎--2024最有商業價值IP / 2023年cpop wave 出海杰出IP |
| 2023年   | 治癒系戀人         | 顧雲崢                      | 央視收視1.014%                                                     |
| 2024年   | 颜心记             | 江心白                      | 网络剧                                                             |
| 待播     | 屍語者             | 秦明                        | 网络剧                                                             |
| 待播     | 皓衣行             | 楚晚寧/楚洵                 |                                                                    |
| 待播     | 水龙吟             | 唐俪辞                      |                                                                    |
| 待播     | 剥茧               | 齊思哲                      | 网络剧                                                             |
| 待播     | 魅影神捕           | 黎斯                        | 网络剧                                                             |

### 电影
| 首映年份 | 剧名             | 角色 | 备注       |
| 2015年   | 最美的时候遇见你 | 郭阳 | 2012年拍攝 |
| 待播     | 斗神             | 孟劫 |            |

### 短劇
| 日期          | 合作方   | 名稱     | 集數                                | 备注             |
| 2024年1月17日 | 英雄聯盟 | 吾龍來也 | EP1 神隊友降臨！                    | 英雄聯盟賀歲短劇 |
| 2024年1月26日 | 英雄聯盟 | 吾龍來也 | EP2 龙年有龙，福气爆棚！            | 英雄聯盟賀歲短劇 |
| 2024年2月1日  | 英雄聯盟 | 吾龍來也 | EP3 天龙之子，神兵护体！            | 英雄聯盟賀歲短劇 |
| 2024年2月6日  | 英雄聯盟 | 吾龍來也 | 大结局 龙年峡谷征程，就由我来守护！ | 英雄聯盟賀歲短劇 |

## 綜藝節目

### 固定主持
| 年份   | 播出日期               | 播放平台 | 節目名稱         | 备注                                 |
| 2012年 | 12月1日～2013年3月16日 |          | 音悦showshowshow | 以雙孖JL成員身分主持                 |
| 2018年 | 12月27日               | 騰訊視頻 | 超越吧！英雄     | 與陳赫、張彬彬搭檔主持電競真人秀節目 |

### 自制綜藝
| 年份   | 播出日期 | 播放平台 | 節目名稱         | 备注                                                          |
| 2017年 | 11月15日 | 微博     | 魔熙先生的云罗辑 | “你不能完完全全的去放纵自己，但是你可以让自己活得很轻松”。    |
| 2019年 | 11月21日 | 抖音     | 魔熙先生+        | “魔熙先生”羅雲熙從七個全新的維度，重新認識成都這座故鄉的城    |
| 2020年 | 12月24日 | 騰訊視頻 | 魔熙先生第三季   | 由魔熙主理人羅雲熙深入不同圈層，展現Z世代圈層文化的互動微綜藝 |

### 參與錄製
| 年份   | 播出日期         | 播放平台            | 節目名稱              | 备注                                 |
| 2012年 | 7月11日～8月30日 | 東方衛視            | 聲動亞洲              | 進入中國總決賽                       |
| 2016年 | 1月29日          | 愛奇藝              | 大牌對王牌            | 追愛大作戰                           |
| 2018年 | 9月7日           | 江蘇衛視            | 金曲撈之挑戰主打歌    | 金曲守護團嘉賓                       |
| 2018年 | 9月14日          | 安徽衛視            | 非常近距離            | 你們的夜神來啦                       |
| 2018年 | 10月19日         | 湖南衛視            | 幻樂之城              | 與吳謹言搭檔，表演芭蕾舞劇《逢》     |
| 2018年 | 10月20日         | 湖南衛視            | 快樂大本營            | 黃金配角                             |
| 2019年 | 6月13日          | 酷燃視頻            | 慢遊全世界            | 擔任斐濟旅遊中國區推廣大使，慢遊斐濟 |
| 2020年 | 5月30日          | 湖南衛視            | 快樂大本營            | 誰是孩子王                           |
| 2020年 | 10月31日         | 騰訊視頻            | 《英雄聯盟》S10總決賽 | 擔任評論席解説嘉賓                   |
| 2021年 | 8月3日           | 优酷                | 《指尖上的非遗》      | 第6期                                |
| 2022年 | 6月18日          | 北京衛視、 優酷視頻 | 《書畫裡的中國》      | 書畫團成員嘉賓                       |
| 2022年 | 10月1日          | bilibili            | 《我是特优声》        | 剧团季第4期                          |
| 2024年 | 6月1日           | 湖南衛視            | 《你好星期六》        | 六一購物節特輯                       |

## 演唱会

### 个人演唱会
| 日期         | 國家/城市 | 舉行地點           | 名稱                | 演唱歌曲 | 備注                                     |
| ------------ | --------- | ------------------ | ------------------- | --- | ---------------------------------------- |
| 2024年6月1日 | 中國成都  | 成都金融城演藝中心 | 『此刻X以光』演唱會 | 1. 勇 2. 不渝夢 3. 成都 4. 旅人 5. 保護你 6. 遊熙時間 7. 逆流而上 8. 白色舞鞋 9. 電影人生 10. 會呼吸的痛 11. 戀愛的常態 12. 冷蘋果 13. 最好 14. 一霎 15. 桃花諾 16. 緣起 17. 要不然我們就這樣一萬年 18. Lydia (詹雯婷合唱) 19. 鋼鐵人 20. 等風停 21. 星星之火 | 抖音現場直播 2025年3月發行演唱會紀念套裝 |

### 演唱会嘉賓
| 日期          | 國家/城市 | 舉行地點                 | 名稱                         | 演唱歌曲                                            | 備注 |
| ------------- | --------- | ------------------------ | ---------------------------- | --------------------------------------------------- | ---- |
| 2025年3月22日 | 中國廣州  | 寶能廣州國際體育演藝中心 | 黃霄雲宇宙無敵號廣州站演唱會 | 1. 要不然我們就這樣一萬年（合唱） 2. 致不存在的戀人 |      |

### 音樂節
| 日期          | 國家/城市 | 舉行地點 | 名稱               | 演唱歌曲                                                                                    | 備注 |
| ------------- | --------- | -------- | ------------------ | ------------------------------------------------------------------------------------------- | ---- |
| 2024年9月22日 | 中國安徽  | 馬鞍山   | 2024葫蘆果音樂節   | 1. 站在永恒裡的人 2. 失去就是這樣麽 3. 會呼吸的痛 4. 摯友 5. 三生三世 6. 不渝夢             |      |
| 2024年10月2日 | 中國山東  | 臨沂     | 琅琊國潮音樂節     | 1. 緣起 2. 要不然我們就這樣一萬年 3. 一霎 4. 三生三世 5. 會呼吸的痛 6. Lydia                |      |
| 2025年5月1日  | 中國江蘇  | 常州     | 第十屆太湖灣音樂節 | 1. 遊熙時間 2. 摩登愛情 3. 致不存在的戀人 4. 旅人 5. 白色舞鞋 6. 熱鐵皮房頂的夏天 7. 不渝夢 |      |

## 音乐作品

### 专辑/EP
| 专辑数量 | 专辑名称       | 专辑类型   | 发行公司 | 发行日期       | 专辑曲目 |
| -------- | -------------- | ---------- | -------- | -------------- | --- |
| 第一张   | 《JL同名专辑》 | EP         | 杰家传媒 | 2012年7月22日  | 1. JL 2. BABY BABY 3. 我们 4. 爱的契约书                                                                               |
| 第二张   | 《12 人生》    | EP         | 美妙音樂 | 2018年4月28日  | 1. 不是我 2. 白色舞鞋 3. 放肆 4. 電影人生 5. 鋼鐵人 6. 勇 7. 梧桐街 8. 冷蘋果 9. 文字遊戲 10. 夏未央                   |
| 第三张   | 《X》          | 录音室专辑 | 声音丛林 | 2020年12月27日 | 1. 等风停 2. 最好 3. 一霎 4. 致不存在的恋人 5. 保护你 6. 恋爱的常态 7. 小雀 8. 星星之火 9. 逆流而上 10. 站在永恒裡的人 |

### 单曲
| 發行日期       | 歌曲名稱                   | 備註 |
| 2010年12月27日 | 《愛的契約書》             | JBOY3時期，出道歌曲                                                                                     |
| 2011年7月26日  | 《表情帝》                 | JBOY3時期                                                                                               |
| 2011年3月23日  | 《万有引力》               | 电影《万有引力》主题曲，JBOY3時期                                                                       |
| 2012年9月      | 《惡人谷谷歌》             | 雙孖JL時期                                                                                              |
| 2013年4月      | 《疯狂的青蛙》             | 雙孖JL時期                                                                                              |
| 2015年4月8日   | 《夏未央》                 | 中国好声音人气美女陈永馨担任MV女主角，首張單飛單曲 / 獲2025年度最佳人氣歌曲及2025年咪咕星際漫遊太空播放 |
| 2016年11月24日 | 《屏裡狐》                 | 网剧《屏裡狐》同名片尾曲                                                                                |
| 2019年7月25日  | 《逆流而上》               | |
| 2020年5月6日   | 《緣起》                   | 电視剧《月上重火》插曲                                                                                  |
| 2020年7月1日   | 《等风停》                 | |
| 2020年7月28日  | 《星星之火》               | |
| 2020年12月8日  | 《遊熙时间》               | 综艺《魔熙先生》主题曲                                                                                  |
| 2021年11月30日 | 《Because of you》         | 电視剧《良言寫意》插曲                                                                                  |
| 2022年10月21日 | 《初心》                   | |
| 2023年4月19日  | 《黑月光》                 | 电视剧《长月烬明》宣传曲                                                                                |
| 2023年4月25日  | 《要不然我們就這樣一萬年》 | 电视剧《长月烬明》宣传曲                                                                                |
| 2023年7月28日  | 《旅人》                   | |
| 2024年3月21日  | 《不渝梦》                 | |
| 2024年6月22日  | 《心上悬》                 | 电视剧《颜心记》主题曲/插曲                                                                             |
| 2024年8月10日  | 《最浪漫的事》             | |

## 配音作品
| 播出時間      | 作品名称                         | 角色   |
| ------------- | -------------------------------- | ------ |
| 2017年10月1日 | 動畫電影《鋼鐵飛龍之再見奧特曼》 | 熾焰   |
| 2021年11月7日 | 《英雄聯盟：雙城之戰》           | 維克托 |
| 2024年11月9日 | 《英雄聯盟：雙城之戰》第二季     | 維克托 |

## 出任大使
- 2018年 中國綠化基金會出任「一帶一路」胡楊守護公益推廣大使
- 2019年 斐濟旅遊局官出任斐濟旅遊中國區推廣大使
- 2023年 杭洲亞運會領銜咪咕亞運嘉賓天團
- 2023年 杭洲亞運會出任中國移動咪古電競推廣大使
- 2023年 西安旅遊出任漢服回潮20年文化推廣大使
- 2023年 出任中泰友誼文化形象大使
- 2024年 出任中泰友誼文化形象大使
- 2025年 出任敦煌文旅集團文旅推廣大使

## 獎項及榮譽

### 舞蹈獎項
| 年份   | 比賽                     | 項目         | 作品                 | 結果 |
| ------ | ------------------------ | ------------ | -------------------- | ---- |
| 2003年 | 第七届桃李杯             | 單人舞蹈決賽 | 《天鹅湖王子变奏》   | 入围 |
| 2008年 | 第六届荷花杯             | 芭蕾舞團     | 《柴可夫斯基狂想曲》 | 金奖 |
| 2008年 | 第六届荷花杯             | 單人即興表演 | 《燃燒的火苗》       | 金奖 |
| 2008年 | 华东六省一市专业舞蹈比赛 | 單人表演     | -                    | 金奖 |

### 榮譽
| 年份           | 頒獎典禮                                                   | 獎項                                    |
| -------------- | ---------------------------------------------------------- | --------------------------------------- |
| 2018年2月3日   | 放肆一下2017移动视频风云盛典                               | 年度公益星榜样                          |
| 2018年2月6日   | 第18届中国校园文艺榜中榜荣耀盛典                           | 年度最受青少年喜爱的风尚艺人奖          |
| 2020年1月12日  | 人民日報 「時代旋律，家國情懷」 2019年首届融屏傳播年度優選 | 年度影響力演員                          |
| 2020年1月18日  | 2019閱文原創文學風雲盛典                                   | 閱動人心經典形象獎                      |
| 2020年10月20日 | 第七届中国电视好演员奖                                     | 中国电视好演员优秀演员 （网剧组男演员） |
| 2020年12月5日  | 2021爱奇艺尖叫之夜荣誉盛典                                 | 年度人气演员                            |
| 2020年12月19日 | 2020腾讯视频星光大赏                                       | 年度人气电视剧男演员                    |
| 2021年1月18日  | 2021融屏盛典                                               | 融屏传播融屏活力男演员                  |
| 2023年9月6日   | 第18届首尔电视剧奖                                         | 杰出亚洲明星                            |
| 2025年1月11日  | 2024微博之夜                                               | 微博年度熱度演員                        |
| 2025年4月19日  | 第17屆音樂盛典咪咕匯                                       | 年度最佳跨界男歌手                      |

### 引用
1. ↑  .   [2018-11-04]. （原始内容存档于2020-05-13）.
2. ↑  .   [2018-10-09]. （原始内容存档于2020-05-13）.
3. ↑  .   [2018-11-04]. （原始内容存档于2018-11-14）.
4. ↑   .   [2023-04-20].
5. ↑   .   [2023-04-20].
6. ↑   .   [2018-10-09].
7. ↑  .   [2018-11-04]. （原始内容存档于2020-08-11）.
8. ↑  .   [2018-10-09]. （原始内容存档于2018-10-11）.
9. ↑  澳門特別行政區政府文化局. .   [2018-10-09]. （原始内容存档于2020-08-08） （英语）.
10. ↑  .   [2018-10-09]. （原始内容存档于2020-05-15）.
11. ↑  .   [2018-10-09]. （原始内容存档于2016-03-04）.
12. ↑  .   [2018-10-09]. （原始内容存档于2018-10-09）.
13. ↑  .   [2018-10-09]. （原始内容存档于2019-07-09）.
14. ↑  .   [2018-10-09]. （原始内容存档于2018-10-09）.
15. ↑  .   [2018-10-09]. （原始内容存档于2020-08-07）.
16. ↑  .   [2018-10-09]. （原始内容存档于2018-10-09） （中文（简体））.
17. ↑  .   [2018-10-09]. （原始内容存档于2018-10-09）.
18. ↑  .   [2018-10-09]. （原始内容存档于2018-10-09）.
19. ↑  .   [2018-10-09]. （原始内容存档于2018-10-09）.
20. ↑  .   [2018-10-09]. （原始内容存档于2020-08-07）.
21. ↑  .   [2018-10-09]. （原始内容存档于2020-03-23）.
22. ↑  .   [2018-10-09]. （原始内容存档于2018-10-09）.
23. ↑  .   [2018-10-09]. （原始内容存档于2018-08-03）.
24. ↑  .   [2018-10-09]. （原始内容存档于2020-09-23）.
25. ↑  .   [2018-10-09]. （原始内容存档于2020-05-13）.
26. ↑  .   [2018-10-09]. （原始内容存档于2020-09-23）.
27. ↑  .   [2018-10-09]. （原始内容存档于2018-10-09）.
28. ↑  .   [2018-10-09]. （原始内容存档于2020-08-08）.
29. ↑  .   [2018-10-09]. （原始内容存档于2020-05-15）.
30. ↑  .   [2018-10-09]. （原始内容存档于2020-08-07）.
31. ↑  .   [2018-10-09]. （原始内容存档于2018-10-09）.
32. ↑  .   [2018-10-09]. （原始内容存档于2018-10-09）.
33. ↑  .   [2018-10-09]. （原始内容存档于2020-05-19） （中文（中国大陆））.
34. ↑  .   [2018-10-09]. （原始内容存档于2020-08-07） （中文（中国大陆））.
35. ↑  .   [2018-10-09]. （原始内容存档于2018-10-09）.
36. ↑  .   [2018-10-09]. （原始内容存档于2018-09-29）.
37. ↑  .   [2018-10-09]. （原始内容存档于2018-10-09）.
38. ↑  .   [2018-10-09]. （原始内容存档于2020-05-15）.
39. ↑  .   [2018-10-09]. （原始内容存档于2018-10-09）.
40. ↑  .   [2018-10-09]. （原始内容存档于2020-05-15）.
41. ↑  .   [2018-10-09]. （原始内容存档于2020-09-18） （中文（中国大陆））.
42. ↑  .   [2018-10-09]. （原始内容存档于2020-05-13）.
43. ↑  .   [2018-10-09]. （原始内容存档于2018-10-09）.
44. ↑  .   [2018-10-09]. （原始内容存档于2020-08-07）.
45. ↑  .   [2018-11-04]. （原始内容存档于2018-10-09） （中文（中国大陆））.
46. ↑  .   [2018-10-09]. （原始内容存档于2020-08-07）.
47. ↑  . ent.huanqiu.com.   [2018-12-19]. （原始内容存档于2018-12-19）.
48. ↑  新京报. . news.sina.com.cn. 2018-11-14  [2018-12-19]. （原始内容存档于2020-08-11）.
49. ↑  .   [2019-06-26]. （原始内容存档于2019-06-26）.
50. ↑  . 搜狐. 2022-11-14  [2024-03-29]. （原始内容存档于2024-03-29）.
51. ↑  . 澎湃新闻. 2023-04-08.
52. ↑  . 网易. 2023-04-16  [2024-03-29]. （原始内容存档于2024-03-29）.
53. ↑  . 搜狐. 2023-08-25  [2024-03-14]. （原始内容存档于2024-03-14）.
54. ↑  . 中新网上海. 2023-07-16  [2024-03-29]. （原始内容存档于2024-03-29）.
55. ↑  . 搜狐. 2023-09-15  [2024-03-29]. （原始内容存档于2024-03-29）.
56. ↑  . 凤凰网娱乐. 2023-10-09  [2024-03-14]. （原始内容存档于2024-03-14）.
57. ↑  . 澎湃新闻. 2023-11-05  [2024-03-14]. （原始内容存档于2024-03-14）.
58. ↑  . 新浪电竞. 2024-01-26.
59. ↑  . 南方娱乐网. 2025-06-13.
60. ↑  .   [2018-11-04]. （原始内容存档于2022-06-11）.
61. ↑  .   [2018-10-10]. （原始内容存档于2020-08-07）.
62. ↑  .   [2020-01-13]. （原始内容存档于2020-06-14）.
63. ↑  .   [2020-01-18]. （原始内容存档于2020-06-14）.